# Општина Ермосиљо (Сонора)
Ермосиљо (шп. Hermosillo) општина је у Мексику у савезној држави Сонора. Општина се налази на надморској висини од 216 м.

## Становништво
Према подацима из 2010. у општини је живело 784342 становника.

### Хронологија
| Година       | 2000                     | 2005                     | 2010                     |
| ------------ | ------------------------ | ------------------------ | ------------------------ |
| Становништво | 609829 (303533 / 306296) | 701838 (349230 / 352608) | 784342 (392697 / 391645) |

### Попис
| \| \| м \| \| \| ж \| \| 0—2 \| 21.958 \| \| \| 21.293 \| \| 3—5 \| 22.581 \| \| \| 21.616 \| \| 6—11 \| 45.790 \| \| \| 43.672 \| \| 12—14 \| 22.222 \| \| \| 21.106 \| \| 15—17 \| 22.911 \| \| \| 21.728 \| \| 18—24 \| 51.727 \| \| \| 49.810 \| \| 60+ \| 27.697 \| \| \| 31.996 \| \| Просек : \| 29,0 \| \| \| 29,7 \| |        |  |  |        |
| |        |  |  |        |
| | м      |  |  | ж      |
| 0—2 | 21.958 |  |  | 21.293 |
| 3—5 | 22.581 |  |  | 21.616 |
| 6—11 | 45.790 |  |  | 43.672 |
| 12—14 | 22.222 |  |  | 21.106 |
| 15—17 | 22.911 |  |  | 21.728 |
| 18—24 | 51.727 |  |  | 49.810 |
| 60+ | 27.697 |  |  | 31.996 |
| Просек : | 29,0   |  |  | 29,7   |

| #   | Индикатор                                                                                        | Вредност |
| --- | ------------------------------------------------------------------------------------------------ | -------- |
| 1   | Становништво од 0 до 2 године                                                                    | 43251    |
| 2   | Мушко становништво од 0 до 2 године                                                              | 21958    |
| 3   | Женско становништво од 0 до 2 године                                                             | 21293    |
| 4   | Становништво са 3 и више година                                                                  | 732190   |
| 5   | Мушко становништво са 3 и више година                                                            | 366284   |
| 6   | Женско становништво са 3 и више година                                                           | 365906   |
| 7   | Становништво са 5 и више година                                                                  | 702209   |
| 8   | Мушко становништво са 5 и више година                                                            | 350855   |
| 9   | Женско становништво са 5 и више година                                                           | 351354   |
| 10  | Становништво са 12 и више година                                                                 | 598531   |
| 11  | Мушко становништво са 12 и више година                                                           | 297913   |
| 12  | Женско становништво са 12 и више година                                                          | 300618   |
| 13  | Становништво са 15 и више година                                                                 | 555203   |
| 14  | Мушко становништво са 15 и више година                                                           | 275691   |
| 15  | Женско становништво са 15 и више година                                                          | 279512   |
| 16  | Становништво са 18 и више година                                                                 | 510564   |
| 17  | Мушко становништво са 18 и више година                                                           | 252780   |
| 18  | Женско становништво са 18 и више година                                                          | 257784   |
| 19  | Становништво од 3 до 5 година                                                                    | 44197    |
| 20  | Мушко становништво од 3 до 5 година                                                              | 22581    |
| 21  | Женско становништво од 3 до 5 година                                                             | 21616    |
| 22  | Становништво од 6 до 11 година                                                                   | 89462    |
| 23  | Мушко становништво од 6 до 11 година                                                             | 45790    |
| 24  | Женско становништво од 6 до 11 година                                                            | 43672    |
| 25  | Становништво од 8 до 14 година                                                                   | 103485   |
| 26  | Мушко становништво од 8 до 14 година                                                             | 53020    |
| 27  | Женско становништво од 8 до 14 година                                                            | 50465    |
| 28  | Становништво од 12 до 14 година                                                                  | 43328    |
| 29  | Мушко становништво од 12 до 14 година                                                            | 22222    |
| 30  | Женско становништво од 12 до 14 година                                                           | 21106    |
| 31  | Становништво од 15 до 17 година                                                                  | 44639    |
| 32  | Мушко становништво од 15 до 17 година                                                            | 22911    |
| 33  | Женско становништво од 15 до 17 година                                                           | 21728    |
| 34  | Становништво од 18 до 24 године                                                                  | 101537   |
| 35  | Мушко становништво од 18 до 24 године                                                            | 51727    |
| 36  | Женско становништво од 18 до 24 године                                                           | 49810    |
| 37  | Женско становништво од 15 до 49 година                                                           | 214360   |
| 38  | Становништво са 60 и више година                                                                 | 59693    |
| 39  | Мушко становништво са 60 и више година                                                           | 27697    |
| 40  | Женско становништво са 60 и више година                                                          | 31996    |
| 41  | Однос између мушкараца и жена                                                                    | 100.27   |
| 42  | Становништво од нуле до 14 година                                                                | 220238   |
| 43  | Становништво од 15 до 64 године                                                                  | 515693   |
| 44  | Становништво од 65 година и више                                                                 | 39510    |
| 45  | Просечан број деце                                                                               | 2.1      |
| 46  | Становништво рођено у ентитету                                                                   | 667799   |
| 47  | Мушко становништво рођено у ентитету                                                             | 331722   |
| 48  | Женско становништво рођено у ентитету                                                            | 336077   |
| 49  | Становништво рођено у другом ентитету                                                            | 99831    |
| 50  | Мушко становништво рођено у другом ентитету                                                      | 52347    |
| 51  | Женско становништво рођено у другом ентитету                                                     | 47484    |
| 52  | Становништво од 5 година и више резидентно у ентитету у јуну 2005. године                        | 668508   |
| 53  | Мушко становништво старосног доба од 5 година и више, резидентно у ентитету у јуну 2005. године  | 331903   |
| 54  | Женско становништво старосног доба од 5 и више година, резидентно у ентитету у јуну 2005. године | 336605   |
| 55  | Становништво од 5 година и више које је живело у другом ентитету у јуну 2005. године             | 22030    |
| 56  | Мушко становништво старије од 5 година које је живело у другом ентитету у јуну 2005. године      | 12186    |
| 57  | Женско становништво старије од 5 година које је живело у другом ентитету у јуну 2005. године     | 9844     |
| 58  | Становништво од 3 године и више које говори аутохтони језик                                      | 7592     |
| 59  | Мушко становништво старо 3 године и више које говори аутохтони језик                             | 4412     |
| 60  | Женско становништво старо 3 године и више које говори аутохтони језик                            | 3180     |
| 61  | Становништво од 3 године и више које говори аутохтони језик и не говори шпански језик            | 176      |
| 62  | Мушко становништво старо 3 године и више које говори аутохтони језик и не говори шпански         | 61       |
| 63  | Женско становништво старо 3 године и више које говори аутохтони језик и не говори шпански језик  | 115      |
| 64  | Становништво старо 3 године и више које говори аутохтони језик и шпански                         | 6252     |
| 65  | Мушко становништво старо 3 године и више које говори аутохтони језик и шпански                   | 3697     |
| 66  | Женско становништво старо 3 године и више које говори аутохтони језик и шпански                  | 2555     |
| 67  | Становништво од 5 година и више које говори аутохтони језик                                      | 7403     |
| 68  | Становништво од 5 година и више које говори аутохтони језик и не говори шпански језик            | 151      |
| 69  | Становништво од 5 година и више које говори аутохтони језик и говори шпански језик               | 6132     |
| 70  | Становништво у домородачким домаћинствима                                                        | 13921    |
| 71  | Становништво са ограничењима у активностима                                                      | 31544    |
| 72  | Становништво са ограниченим ходањем или кретањем, горе или доле                                  | 17177    |
| 73  | Становници са ограничењима вида, чак и уз кориштење сочива                                       | 9023     |
| 74  | Становништво са ограничењима говора, комуникације или конверзације                               | 3128     |
| 75  | Становништво са ограниченим слухом                                                               | 3127     |
| 76  | Становништво са ограничењима при одевању, купању или јелу                                        | 2121     |
| 77  | Становништво са ограничењима у опажању или учењу једноставних ствари                             | 2025     |
| 78  | Становништво са менталним ограничењима                                                           | 3584     |
| 79  | Становништво без ограничења активности                                                           | 740923   |
| 80  | Становништво од 3 до 5 година које не похађа школу                                               | 22642    |
| 81  | Мушко становништво од 3 до 5 година које не похађа школу                                         | 11747    |
| 82  | Женско становништво од 3 до 5 година које не похађа школу                                        | 10895    |
| 83  | Становништво од 6 до 11 година које не похађа школу                                              | 2025     |
| 84  | Мушко становништво од 6 до 11 година које не похађа школу                                        | 1103     |
| 85  | Женско становништво од 6 до 11 година које не похађа школу                                       | 922      |
| 86  | Становништво од 12 до 14 година које не похађа школу                                             | 2288     |
| 87  | Мушко становништво од 12 до 14 година које не похађа школу                                       | 1338     |
| 88  | Женско становништво од 12 до 14 година које не похађа школу                                      | 950      |
| 89  | Становништво од 15 до 17 година похађа школу                                                     | 33897    |
| 90  | Мушко становништво од 15 до 17 година похађа школу                                               | 16999    |
| 91  | Женско становништво између 15 и 17 година живота у школи                                         | 16898    |
| 92  | Становништво од 18 до 24 године похађа школу                                                     | 38955    |
| 93  | Мушко становништво од 18 до 24 године похађа школу                                               | 19726    |
| 94  | Женско становништво од 18 до 24 године похађа школу                                              | 19229    |
| 95  | Становништво од 8 до 14 година које не може да чита и пише                                       | 1980     |
| 96  | Мушко становништво старосног доба од 8 до 14 година које не може да чита и пише                  | 1199     |
| 97  | Женско становништво старосног доби од 8 до 14 година које не може да чита и пише                 | 781      |
| 98  | Становништво од 15 година и више које је неписмено                                               | 11631    |
| 99  | Мушко становништво од 15 година и више које је неписмено                                         | 5819     |
| 100 | Женско становништво од 15 година и више које је неписмено                                        | 5812     |
| 101 | Становништво старо 15 и више година без школовања                                                | 15018    |
| 102 | Мушко становништво старо 15 и више година без школовања                                          | 7723     |
| 103 | Женско становништво старо 15 и више година без школовања                                         | 7295     |
| 104 | Становништво старосног доба 15 и више година са непотпуним основним образовањем                  | 44878    |
| 105 | Мушко становништво старосног доба од 15 година и више са непотпуном основним образовањем         | 22636    |
| 106 | Женско становништво старосног доба 15 и више година са непотпуном основним образовањем           | 22242    |
| 107 | Становништво старо 15 и више година са комплетним основним образовањем                           | 53787    |
| 108 | Мушко становништво старо 15 година и више са комплетним основним образовањем                     | 26366    |
| 109 | Женско становништво старо 15 и више година са комплетним основним образовањем                    | 27421    |
| 110 | Становништво старосног доба 15 и више година са непотпуним средњим образовањем                   | 30395    |
| 111 | Мушко становништво старосног доба од 15 година и више са непотпуним средњим образовањем          | 17110    |
| 112 | Женско становништво старосног доба од 15 година и више са непотпуним средњим образовањем         | 13285    |
| 113 | Становништво старо 15 и више година са пуним секундарном образовањем                             | 122122   |
| 114 | Мушко становништво старосног доба од 15 година и више са пуним секундарном образовањем           | 60996    |
| 115 | Женско становништво старосног доба од 15 година и више са пуним секундарном образовањем          | 61126    |
| 116 | Становништво старије од 18 година са постосновним образовањем                                    | 263771   |
| 117 | Мушко становништво старије од 18 година са постосновним образовањем                              | 129791   |
| 118 | Женско становништво старије од 18 година са постосновним образовањем                             | 133980   |
| 119 | Просечна оцена школовања                                                                         | 10.36    |
| 120 | Просечан ниво образовања мушке популације                                                        | 10.36    |
| 121 | Просечан ниво образовања женског становништва                                                    | 10.36    |
| 122 | Економски активно становништво                                                                   | 345709   |
| 123 | Економски активна мушка популација                                                               | 218007   |
| 124 | Економски активна женска популација                                                              | 127702   |
| 125 | Становништво које није економски активно                                                         | 250798   |
| 126 | Мушко становништво које није економски активно                                                   | 78632    |
| 127 | Женско становништво које није економски активно                                                  | 172166   |
| 128 | Запослено становништво                                                                           | 327367   |
| 129 | Запослено мушко становништво                                                                     | 204714   |
| 130 | Запослено женско становништво                                                                    | 122653   |
| 131 | Незапослена популација                                                                           | 18342    |
| 132 | Незапослена мушка популација                                                                     | 13293    |
| 133 | Незапослена женска популација                                                                    | 5049     |
| 134 | Становништво без права на здравствене услуге                                                     | 177640   |
| 135 | Становништво које има право на здравствене услуге                                                | 596381   |
| 136 | Становништво које има право на ИМСС                                                              | 372689   |
| 137 | Становништво које има право на социјално осигурање                                               | 49647    |
| 138 | Становништво које има право на државно социјално осигурање                                       | 63409    |
| 139 | Становништво које има право на опште осигурање или здравствено осигурање за нову генерацију      | 86498    |
| 140 | Становништво које је било једном или није било у браку током 12 година и више                    | 219674   |
| 141 | Венчано или уједињено становништво од 12 година и више                                           | 316508   |
| 142 | Становништво које је било у браку или уједињено 12 година и више                                 | 61183    |
| 143 | Становништво са католичком религијом                                                             | 654164   |
| 144 | Протестанти, еванђелисти и библијски следбеници различити од еванђелиста                         | 70155    |
| 145 | Становништво са другим религијама различитим од претходних                                       | 792      |
| 146 | Становништво без религије                                                                        | 46272    |
| 147 | Укупно пописаних домаћинства                                                                     | 210402   |
| 148 | Пописна домаћинства на челу са мушкарцима                                                        | 154413   |
| 149 | Пописна домаћинства на челу са женама                                                            | 55989    |
| 150 | Становништво у пописним домаћинствима                                                            | 768060   |
| 151 | Становништво у пописним домаћинствима на челу са мушкарцима                                      | 587752   |
| 152 | Становништво у пописним домаћинствима на челу са женама                                          | 180308   |
| 153 | Укупно домаћинстава                                                                              | 270823   |
| 154 | Укупно насељених домаћинстава                                                                    | 213369   |
| 155 | Укупно приватних кућа                                                                            | 267856   |
| 156 | Насељени приватни домови                                                                         | 210402   |
| 157 | Укупно насељених приватних кућа                                                                  | 213304   |
| 158 | Ненасељене приватне куће                                                                         | 42738    |
| 159 | Појединачна домаћинства за привремену употребу                                                   | 14716    |
| 160 | Становници у насељеним приватним кућама                                                          | 768060   |
| 161 | Насељеност станара у приватним становима                                                         | 3.65     |
| 162 | Просечно становника по соби у приватним насељеним домаћинствима                                  | 0.89     |
| 163 | Појединачна домаћинства са подовима од различитих материјала од земље                            | 199900   |
| 164 | Појединачна домаћинства у приземљу                                                               | 9679     |
| 165 | Појединачна домаћинства са једном спаваћом собом                                                 | 67684    |
| 166 | Појединачна домаћинства са две спаваће собе и више                                               | 142092   |
| 167 | Појединачна домаћинства са једним собом                                                          | 8949     |
| 168 | Појединачна домаћинства са две собе                                                              | 23076    |
| 169 | Појединачна домаћинства са 3 собе и више                                                         | 177571   |
| 170 | Појединачна домаћинства која имају електрично светло                                             | 207955   |
| 171 | Појединачна домаћинства која немају електрично светло                                            | 1996     |
| 172 | Појединачна домаћинства која имају водоводну воду у стамбеном простору                           | 203153   |
| 173 | Појединачна домаћинства која немају водоводну воду у стамбеном простору                          | 6450     |
| 174 | Појединачна домаћинства која имају тоалет                                                        | 207001   |
| 175 | Појединачна домаћинства која имају канализацију                                                  | 201759   |
| 176 | Појединачна домаћинства која немају канализацију                                                 | 7646     |
| 177 | Појединачна домаћинства која имају електрично светло, довод воде из јавне мреже и канализацију   | 197066   |
| 178 | Појединачна домаћинства без икаквих услова                                                       | 1337     |
| 179 | Појединачна домаћинства која имају радио                                                         | 170340   |
| 180 | Појединачна домаћинства која имају телевизор                                                     | 204398   |
| 181 | Појединачна домаћинства која имају фрижидер                                                      | 199638   |
| 182 | Појединачна домаћинства која имају машину за веш                                                 | 163566   |
| 183 | Појединачна домаћинства која имају аутомобил или комби                                           | 144477   |
| 184 | Појединачна домаћинства која имају рачунар                                                       | 103690   |
| 185 | Појединачна домаћинства која имају фиксну телефонску линију                                      | 114797   |
| 186 | Појединачна домаћинства која имају мобилни телефон                                               | 182394   |
| 187 | Појединачна домаћинства која имају приступ интернету                                             | 84612    |